# Maiasaurini
De Maiasaurini zijn een groep dinosauriërs behorend tot de Hadrosauridae.
In 1992 gebruikte Jack Horner de naam Maiasaurinae voor een onderfamilie die Maiasaura omvatte en dier nauwste verwanten. Door het coördinatiebeginsel maakt dat hem ook tot de naamgever van een tribus Maiasaurini. De naam wordt weinig gebruikt. Meestal heeft men het over een Brachysaurolophini met ongeveer dezelfde inhoud.
In 2005 gaf Paul Sereno de eerste definitie als klade: de groep bestaande uit Maiasaura peeblesorum en alle soorten nauwer verwant aan Maiasaura Horner & Makela 1979 dan aan Saurolophus osborni Brown 1912 of Edmontosaurus regalis Lambe 1917. Zo zijn de Hadrosaurinae strikt onderverdeeld in de Maiasaurini, de Saurolophini en de Edmontosaurini.
De groep bestaat uit plantenetende vormen levende vanaf het Campanien (84 miljoen jaar geleden) tot het laatste Maastrichtien (65 miljoen jaar geleden).